# Christina Lathan
Christina Lathan (Alemania, 28 de febrero de 1958), también llamada Christina Brehmer, es una atleta alemana retirada, especializada en la prueba de 400 m en la que, compitiendo con la República Democrática Alemana, llegó a ser subcampeona olímpica en 1976.

## Carrera deportiva
En los JJ. OO. de Montreal 1976 ganó la medalla de plata en 400 metros, siendo superada por la polaca Irena Szewińska que con 49.28 segundos batió el récord del mundo, y por delante de su compatriota alemana Ellen Streidt (bronce).
Cuatro años después, en los JJ. OO. de Moscú 1980 ganó la medalla de bronce en la misma prueba, quedando en el podio tras su compatriota Marita Koch que con 48.88 segundos batió el récord del mundo, y la checoslovaca Jarmila Kratochvílová (plata).